# OpenNap
OpenNAP è un software libero che replica le funzionalità di un server Napster usando un protocollo di rete simile a Napster con funzionalità estese.

## Descrizione
Questi software possono essere liberamente utilizzati e modificati poiché sono rilasciati sotto la GNU General Public License. OpenNAP viene eseguito principalmente sotto sistemi operativi Unix, ma anche su Windows NT e Windows 2000, rendendo questo software estremamente versatile in quanto è possibile la sua esecuzione sulla maggior parte dei computer.

## Principali client OpenNAP
- Lopster (GPL, per sistemi Unix-like, basato su GTK+) (disponibile anche porting per sistemi Windows)
- Teknap
- XNap
- WinMX